# Dystrybucja cyfrowa
Dystrybucja cyfrowa, dystrybucja elektroniczna (ang. digital distribution, content delivery, online distribution, Electronic Software Distribution – ESD) – metoda bezpośredniego rozpowszechniania treści, takich jak oprogramowanie, filmy, muzyka czy gry komputerowe. Termin ten odnosi się przede wszystkim do dystrybucji za pomocą Internetu, tak więc omija ona tradycyjne metody dostarczania treści, takie jak papier, płyt CD/DVD czy pamięci USB. Jest to łatwa metoda dostarczania dodatków do innych produktów, bardziej znanych jako DLC, które można pobrać z globalnej sieci. Przykładem systemów dystrybucji cyfrowej są takie serwisy jak: Xbox Live Marketplace, PlayStation Store, GOG.com, Origin czy Steam.

## Historia rozwoju cyfrowej dystrybucji
Początki cyfrowej dystrybucji należy umieścić w II połowie XX wieku. Jedną z pierwszych metod pobierania gier komputerowych za pośrednictwem strumienia danych było GameLine, dotyczące urządzeń Atari 2600, a odbywające się za pośrednictwem połączenia dial-up.
W latach 90. przedsiębiorstwo Sega stworzyło cyfrowy kanał dystrybucji o nazwie Sega Channel. Miesięczny dostęp do tej platformy kosztował wówczas 12,95 dolarów amerykańskich. Jedną z najpopularniejszych gier za pośrednictwem Sega Channel była Test Drive.
Szybki rozwój cyfrowej dystrybucji treści odnosi się jednak głównie do przełomu XX i XXI wieku, kiedy to nastąpił szybki rozwój Internetu oraz wzrosła przepustowość i szybkość internetowych łączy. Umożliwiło to szybszy i łatwiejszy dostęp do treści w postaci cyfrowej. Dotyczyło to zarówno oprogramowania, książek, filmów, jak i muzyki. Efektem ułatwień technologicznych i zmiany trendów jest popularność e-booków, czyli książek w formie elektronicznej.